# Amenokal
En los tuaregs, el amenokal (plural Imenokallen o Imenokalan según las transcripciones) o ämenûkal es el título tuareg del jefe tradicional electo por los sabios en las reuniones de las palabres. Es elegido según criterios morales entre representantes de las familias nobles. Es el jefe de guerra, el jefe supremo. Tiene el ettebel (tambor de guerra), símbolo de su poder.

## Hoggar
En lo que hoy es Argelia, el Amenokal fue el jefe de la confederación tuareg de Kel Ahaggar desde su establecimiento (1750). Se mantuvo bajo el poder colonial francés pero no fue reconocido tras la independencia de Argelia. El cargo fue abolido en 1977.
A la muerte de Moussa ag Amastan en 1920, es Akhamouk quien asume el liderazgo en el Hoggar. Su poder se reduce entonces a un rol de "enlace de la administración colonial".